# Wrodzona ślepota Lebera
Wrodzona ślepota Lebera (ang. Leber congenital amaurosis; LCA) – dziedziczna choroba o podłożu genetycznym, spowodowana przez wadę kilkunastu genów, w tym genu RPE65.
W chorobie tej dochodzi do stopniowej utraty wzroku, na skutek tego, iż fotoreceptory oka przestają reagować na światło. Przyczyną jest wadliwe działanie genu kodującego białko niezbędne do prawidłowego przeprowadzania procesu widzenia.
Do objawów należą, m.in. oczopląs i światłowstręt, które pojawiają się wkrótce po urodzeniu. W wieku ok. 20 lat dochodzi do całkowitej ślepoty.
Choroba występuje u jednej na 80 000 osób, co stanowi 10–20% przypadków wrodzonej ślepoty w krajach rozwiniętych.
W 2009 roku powiodło się zastosowanie terapii genowej w częściowym usuwaniu wrodzonej ślepoty Lebera u dzieci.